# Тейшейра, Марлон
Ма́рлон Луи́с Тейше́йра (порт. Marlon Luiz Teixeira; род. 16 сентября 1991, Итажаи) — бразильская модель. Один из ведущих и наиболее востребованных моделей-мужчин мира с конца 2000-х годов. Известен многолетним сотрудничеством с модными домами Chanel, Balmain, Emporio Armani, Dolce & Gabbana и Philipp Plein.

## Ранние годы
Родился 16 сентября 1991 года в городе Итажаи, штат Санта-Катарина, Бразилия. Имеет португальские, японские и индейские корни. В юности занимался сёрфингом, но был вынужден оставить спорт в 16 лет из-за травмы колена.
Карьеру модели начал в 17 лет по предложению Андерсона Баумгартнера, главы агентства Way Model Management, с которым его познакомила бабушка.

## Карьера
В июне 2008 года Тейшейра дебютировал на международной арене, открыв показ Dior Homme в Париже, что стало его первым профессиональным выходом на подиум. Вскоре он принял участие в съёмках для рекламных кампаний Armani Jeans. В 2009 году был приглашён Карлом Лагерфельдом для съёмок в кампании Dior Homme и участвовал в фотосессии для W Magazine под руководством фотографа Стивена Кляйна.
В последующие годы Тейшейра стал одной из самых востребованных моделей на подиумах Милана и Парижа, регулярно участвуя в показах Dolce & Gabbana, DSquared2, Roberto Cavalli, Jean-Paul Gaultier и Hermès. Он стал лицом аромата «Fuel for Life Denim Collection» от Diesel в 2011 году.
Тейшейра появлялся на обложках и в редакционных статьях ведущих мировых изданий, включая L'Officiel Hommes, Vogue España, GQ, Hercules Universal, Elle Man и Harper's Bazaar. Он работал с такими известными фотографами, как Мерт и Маркус, Терри Ричардсон и Мерт Алас и Маркус Пигготт.

## Признание
Портал Models.com, являющийся авторитетным ресурсом в модной индустрии, с 2015 года включает Марлона Тейшейру в свои наиболее престижные рейтинги: «Иконы индустрии» (Industry Icons) и «Самые сексуальные мужчины» (Sexiest Men). До этого он на протяжении нескольких лет входил в список «Топ-50 моделей-мужчин».

## Личная жизнь
В 2014 году состоял в отношениях с бразильской актрисой Бруной Маркезини.
С 2017 по 2020 год находился в отношениях с австралийской моделью Шайенн Тоцци (Cheyenne Tozzi). В 2018 году у пары родилась дочь Далия.
С 2020 по 2022 год его партнёршей была бразильская актриса Дебора Нассименто.

## Другая деятельность
В 2012 году снялся в музыкальном клипе певца Филиппа Киркорова на песню «Снег». В 2015 году дебютировал в кино, исполнив роль в бразильском фильме «Не волнуйся, ничего не получится» (Não Se Preocupe, Nada Vai Dar Certo).